# Neustadt-Neuschönefeld
Neustadt-Neuschönefeld ist ein Ortsteil im Stadtbezirk Ost von Leipzig.

## Lage
Neustadt-Neuschönefeld ist etwa zwei Kilometer in ostnordöstlicher Richtung von der Leipziger Stadtmitte entfernt. Es grenzt im Westen und Norden an den Ortsteil Zentrum-Ost, im Osten an Volkmarsdorf sowie Anger-Crottendorf und im Süden an Reudnitz-Thonberg.
Die begrenzenden Straßen sind die Ludwig-Erhard-Straße (B2) im Westen, die Rosa-Luxemburg-Straße im Nordwesten, die Hermann-Liebmann- und Wurzner Straße im Osten sowie die Dresdner Straße im Süden.
Hauptverkehrs- und Geschäftsstraße ist die Eisenbahnstraße, die zugleich die Grenze zwischen den historischen Stadtteilen Neustadt (nördlich) und Neuschönefeld (südlich) darstellt. Als ein gewisses Ortsteilzentrum kann der Neustädter Markt mit der Heilig-Kreuz-Kirche gelten, die 1893/1894 nach Plänen des Architekten Paul Lange (1853–1932) erbaut wurde.

## Geschichte

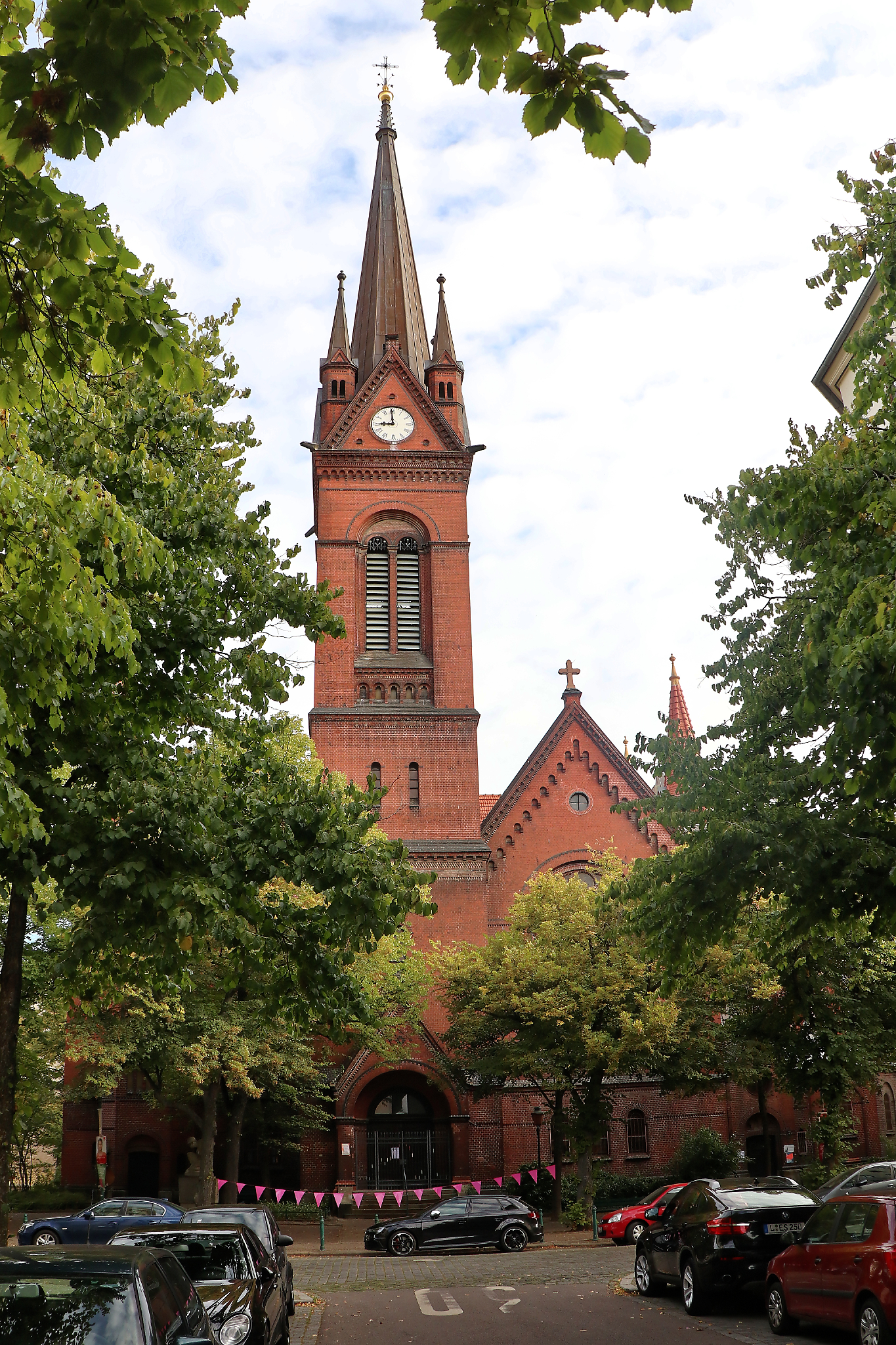
Heilig-Kreuz-Kirche am Neustädter Markt (2017)

Die einstmals selbstständigen Gemeinden Neustadt und Neuschönefeld entstanden während des Bevölkerungsbooms in der Gründerzeit des 19. Jahrhunderts, beide wurden 1890 nach Leipzig eingemeindet.
Der Ortsteil Neustadt-Neuschönefeld wurde am 18. März 1992 durch Beschluss der Stadtverordnetenversammlung geschaffen, als die neue kommunale Gliederung der Stadt eingeführt und als Gliederungskriterium die möglichst gleichmäßige Verteilung der Einwohnerzahlen auf die Ortsteile berücksichtigt wurde. Er umfasst die historischen Stadtteile (Gemarkungen) Neustadt und Neuschönefeld vollständig, den Teil von Reudnitz nördlich der Dresdner Straße sowie einen kleinen Teil der Volkmarsdorfer Flur im Osten und einen schmalen Streifen der alten Leipziger Flur im Norden. Obwohl „Reudnitz“ nicht im Namen des Ortsteils genannt wird, umfasst er den einstigen Siedlungskern des Dorfes Reudnitz an der heutigen Kohlgartenstraße sowie die ehemaligen Standorte des Reudnitzer Rathauses und der Markuskirche.

## Ortscharakteristik

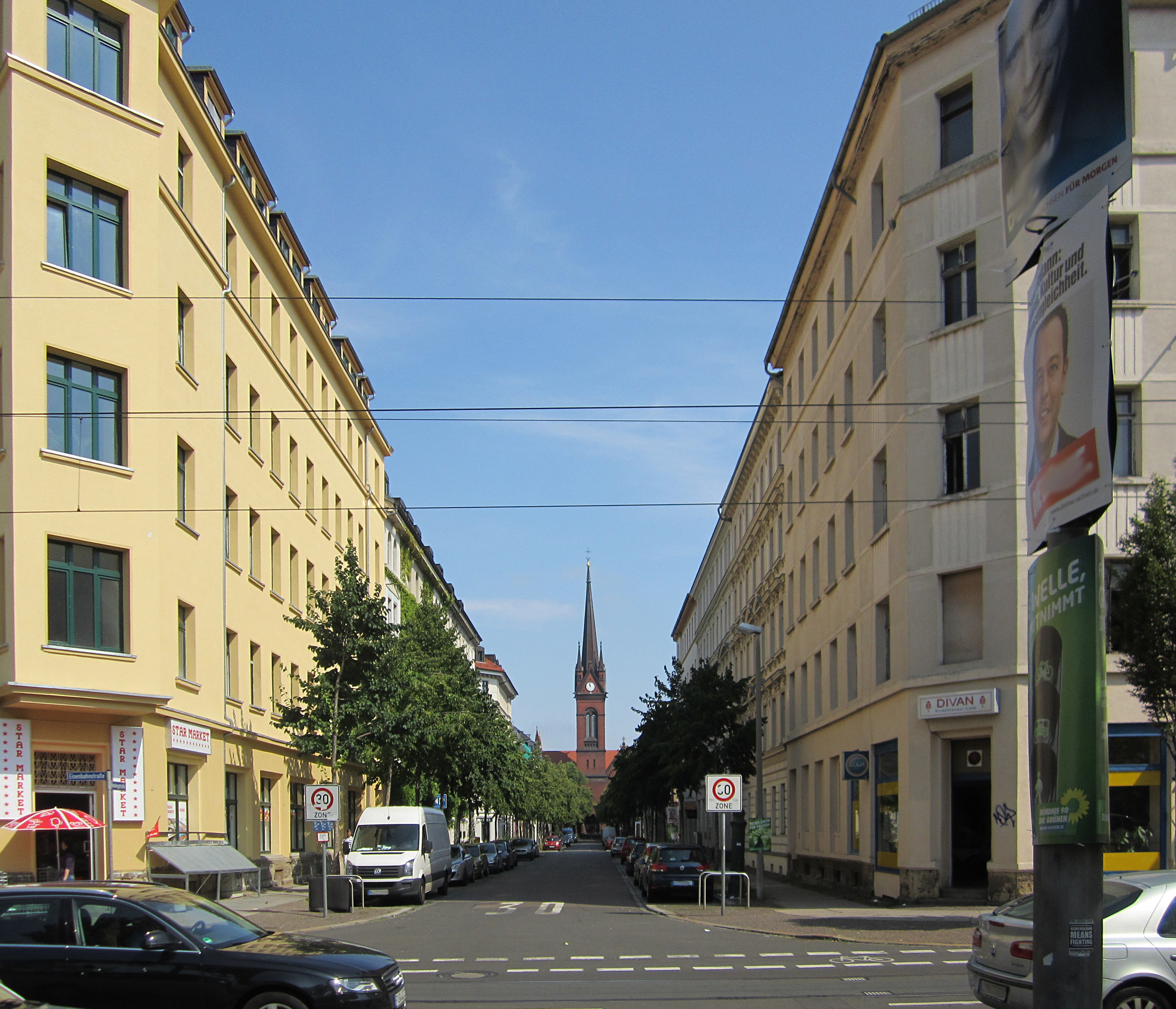
Hedwigstraße in Neustadt (2014)

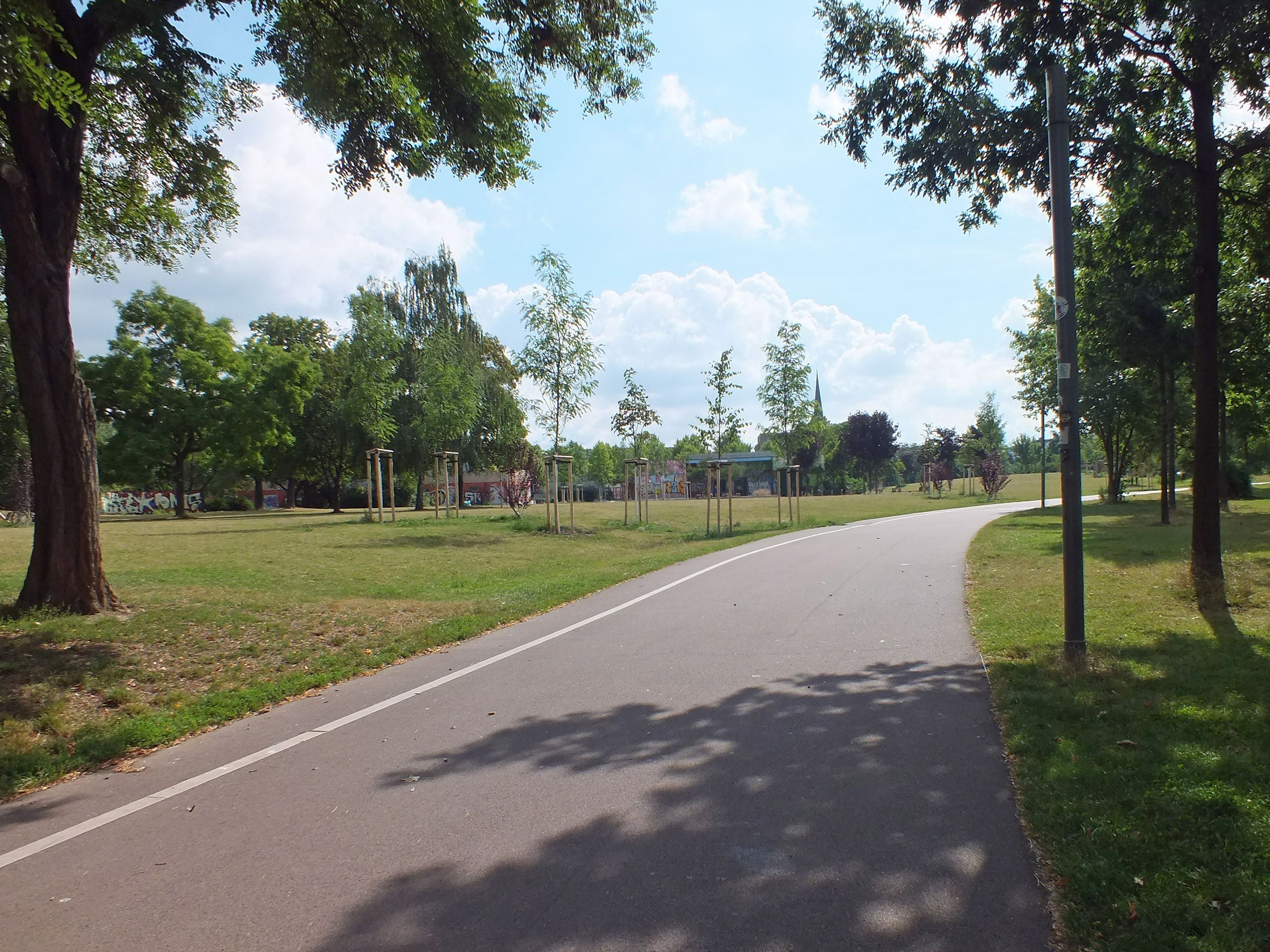
Stadtteilpark Rabet in Neuschönefeld (2016)

Neustadt-Neuschönefeld ist ganz überwiegend Wohngebiet, lediglich der westlichste Streifen an der Ludwig-Erhardt-Straße sowie ein kleines Gebiet an der Kreuzung Hermann-Liebmann-/Eisenbahnstraße (mit dem Aldi-Markt) sind als gemischte Baufläche (Wohnen und Gewerbe) ausgewiesen. Als Arbeiterwohnviertel in der Gründerzeit errichtet, besteht Neustadt-Neuschönefeld nahezu ausschließlich aus zumeist sanierten Altbau-Mietshäusern in Blockrandbebauung. Entlang der Eisenbahnstraße gibt es eine Vielzahl von Einzelhandelsgeschäften und Gaststätten. Zu Beginn der 1980er Jahre wurde im Süden des Ortsteils der erste zusammenhängende innerstädtische Plattenbaukomplex, das Kreuzstraßenviertel, errichtet.
An Grünflächen besitzt es den Stadtteilpark Rabet in Neuschönefeld, der mehr als zehn Prozent der Fläche des Ortsteils ausmacht und für den in den 1970er-Jahren großflächig baufällige Wohnbauten abgerissen wurden, sowie den Elsapark und den Bernhardiplatz im ehemals Reudnitzer Teil.
Im Jahr 2017 wurden in Neustadt-Neuschönefeld 187 Straftaten pro 1000 Einwohner gezählt (der Durchschnittswert für Leipzig liegt bei 139), die meisten darunter Diebstähle. Die Eisenbahnstraße und ihre Nebenstraßen (bis zur Mariannenstraße im Norden und Rabet im Süden) gelten als Kriminalitätsschwerpunkt. Der Stadtteilpark Rabet ist laut Sicherheitsbehörden Umschlagplatz für Rauschgift jeder Art. Die Polizeidirektion Leipzig erklärte das Gebiet im November 2018 zur Waffenverbotszone (d. h. auch das Führen von nach Waffengesetz legalen Waffen und anderen gefährlichen Gegenständen ist dort untersagt). Am 24. März 2021 erklärte das Sächsische Oberverwaltungsgericht die Polizeiverordnung für unwirksam. Der Leipziger Stadtrat hatte sich für die Abschaffung der Zone ausgesprochen. Am 9. Juni 2021 bezeichnete Sachsens Innenminister Roland Wöller (CDU) die Verbotszone als „Teilerfolg“. Dennoch solle die Abschaffung nun „zügig gehen“, sobald weitere polizeiliche und kriminalpräventive Maßnahmen auf den Weg gebracht werden.
Nach der Einrichtung eines ersten Superblocks 2023 im benachbarten Volksmarsdorf sollen in den Ortsteilen weitere nahmobilitätssteigernde und begegnungsfreundliche Maßnahmen getroffen werden.

## Bevölkerung
Neustadt-Neuschönefeld ist der am dichtesten besiedelte Ortsteil der Stadt (Stand: 2017). Weitere Besonderheiten sind der mit 36,2 % für Leipzig sehr hohe Anteil von Bewohnern mit Migrationshintergrund und der gegenüber der Gesamtstadt weit überproportionale Anteil von 20- bis 35-Jährigen (44 %). Das Durchschnittsalter ist mit 34,8 Jahren sehr jung. Auch der Anteil der Empfänger von Sozialleistungen liegt deutlich über dem Leipziger Durchschnitt. Der zwischenzeitlich sehr hohe Studentenanteil (2013: 24 %) ist wieder etwas zurückgegangen (2017: 19 %), aber immer noch überdurchschnittlich. Auffällig gering sind dagegen der Anteil älterer Bewohner (weniger als 10 % der Bevölkerung sind über 65 Jahre) und die PKW-Quote (nur 188 Privatfahrzeuge je 1000 Einwohner). Eine Mehrheit der Bewohner gibt an, die meisten Wege zu Fuß oder mit dem Fahrrad zu erledigen.
| Jahr | Einwohner |
| ---- | --------- |
| 2000 | 07.992    |
| 2005 | 08.774    |
| 2010 | 09.063    |
| 2015 | 11.561    |
| 2020 | 13.261    |
| 2024 | 14.154    |

Stand: 31.12. des jeweiligen Jahres

## Politik
Bei den Wahlen zum Sächsischen Landtag gehört Neustadt-Neuschönefeld zum Wahlkreis Leipzig 1, bei Bundestagswahlen zum Bundestagswahlkreis Leipzig I (Wahlkreis 152).
Die Bundestagswahl 2021 führte bei einer Wahlbeteiligung von 75,4 % zu folgendem Zweitstimmenergebnis:
| Partei                | Neustadt-Neuschönefeld | Stadt Leipzig |
| --------------------- | ---------------------- | ------------- |
| Bündnis 90/Die Grünen | 30,0 %                 | 18,5 %        |
| Die Linke             | 28,3 %                 | 13,7 %        |
| SPD                   | 13,7 %                 | 20,9 %        |
| AfD                   | 07,1 %                 | 13,3 %        |
| FDP                   | 06,9 %                 | 10,1 %        |
| CDU                   | 06,0 %                 | 14,0 %        |
| Sonstige              | 08,0 %                 | 09,5 %        |

## Verkehr

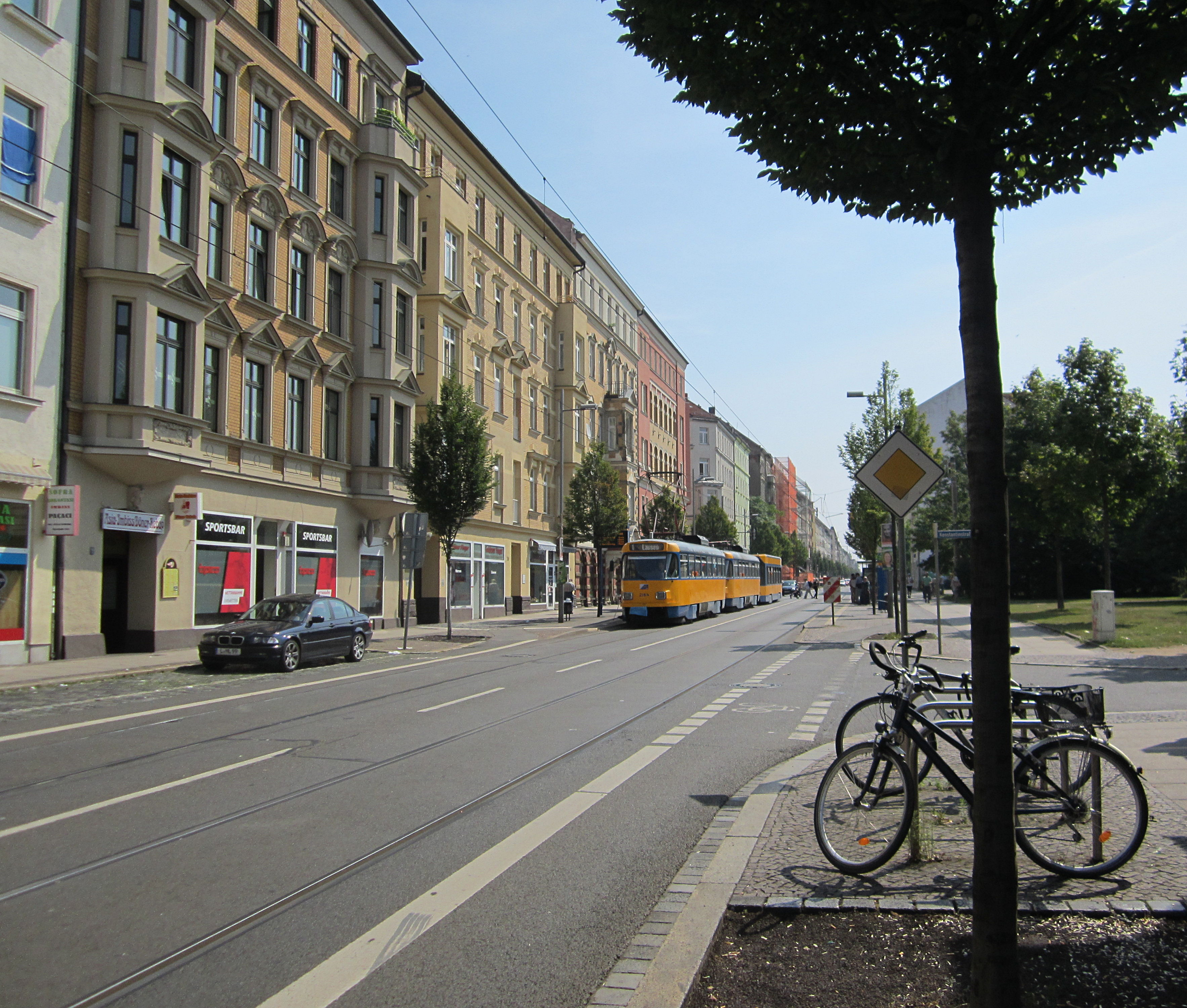
Eisenbahnstraße an der Haltestelle Einertstraße (2014)

Hauptverkehrsader ist die in west-östlicher Richtung verlaufende Eisenbahnstraße, auf der die Straßenbahnlinien 1, 3 und 8 verkehren. Auf der diagonal durch den südlichen Teil des Ortsteils verlaufenden Kohlgartenstraße fahren die Buslinien 72/73 (eine Straßenbahntrasse ist hier als Ausweichstrecke vorhanden, aber ohne Linienverkehr). Am Südrand des Ortsteils verläuft die stark frequentierte Dresdner Straße mit den Straßenbahnlinien 4 und 7. Auf der Hermann-Liebmann-Straße, die die Ostgrenze des Ortsteils darstellt, fährt die Buslinie 70 (hier wurde die einstige Straßenbahnstrecke gänzlich stillgelegt).

## Schulen
Im Ortsteil sind folgende Schulen angesiedelt:
- August-Bebel-Schule (Grundschule), Husemannstraße 2
- Schule am Rabet (Grundschule), Eisenbahnstraße 50
- Wilhelm-Wander-Schule (Grundschule), Schulze-Delitzsch-Straße 23
- Bernd-Blindow-Schulen Leipzig (Berufsfachschule, Fachschule, Fachoberschule), Comeniusstraße 17